# Вивиан, Эвелин Чарльз
Эвелин Чарльз Генри Вивиан (англ. Evelyn Charles Henry Vivian; 19 октября 1882 ― 21 мая 1947; настоящее имя ― Чарльз Генри Каннелл, англ. Charles Henry Cannell) ― британский писатель-фантаст.

## Биография
До того, как стать писателем, Каннелл воевал в Англо-бурской войне и работал журналистом в The Daily Telegraph. С 1907 года занялся литературной деятельность и публиковался под псевдонимом «Э. Чарльз Вивиан». Писал рассказы в жанре фантастики для журналов Colour и Flying (редактором которого и был Каннелл после своего ухода из The Telegraph) в 1917―1918 гг., иногда подписывая их псевдонимом «А. К. Уолтон». Наибольшую известность получил как автор фантастических романов в жанре затерянных миров, таких как City of Wonder и также благодаря ряду произведений в жанре фантастического детектива с Грегори Джорджем Гордоном Грином или «Джизом» в качестве главного героя, которые он публиковал под псевдонимом «Джек Манн». Вивиан также был автором нескольких научно-фантастических произведений, в том числе
романа Star Dust, который повествует об учёном, который научился создавать золото.
Литературный критик Джек Эдриан высоко отзывался о фантастических произведениях Кеннела, которые «фонтанируют свежими идеями и привлекают своей красочностью и темпом повествования». Вивиан находился под влиянием произведений Райдера Хаггарда, Герберта Уэллса, Артура Мейчена
и американского писателя Артура О. Фрила. Вивиан также публиковал свои произведения, среди которых были и вестерны, под другими псевдонимами, как то, к примеру, «Бэрри Линд». Джек Эдриан отмечал, что некоторые из произведений, опубликованных Кеннеллом под различными псевдонимами, «ныне не могут быть идентифицированы».
Для своих юных читателей, Вивиан написал Robin Hood and his Merry Men, который представляет пересказ легенды о Робине Гуде.
Вивиан также был редактором трёх британских pulp-журналов: с 1918 по 1922 год это был The Novel Magazine, а позднее ― Hutchinson’s Adventure-Story Magazine (там же публиковались по частям некоторые романы Вивиана) и Hutchinson’s Mystery-Story Magazine. Помимо британских писателей, Вивиан также печатал в них фантастические произведения из американских журналов, таких как Adventure и Weird Tales.
Помимо фантастики Вивиан также занимался и научной литературой: так, он был автором труда A History of Aeronautics.

## Сочинения

### Серия о Джизе
- Gees First Case (1936)
- Grey Shapes (1937)
- Nightmare Farm (1937)
- The Kleinart Case (1938)
- Maker of Shadows (1938)
- The Ninth Life (1939)
- The Glass Too Many (1940)
- Her Ways Are Death (1940)

### Прочие сочинения
- Robin Hood (1906)
- The Shadow of Christine (1907)
- The Woman Tempted Me (1909)
- Wandering of Desire (1910)
- Following Feet (1911)
- Passion-Fruit (1912)
- Divided Ways (1914)
- The Young Man Absalom (1915)
- The Yellow Streak: A story of the South African veld (1921)
- City of Wonder (Fantasy, 1922)
- Fields of Sleep (Fantasy, 1923)
- Broken Couplings (1923)
- The Guarded Woman (1923)
- A Scout of the '45 (Historical Novel, 1923)
- People of the Darkness (Fantasy, 1924)
- Barker’s Drift (1924)
- The Lady of the Terraces (Fantasy, 1925)
- Ash (1925)
- Star Dust (1925)
- A King There Was (Fantasy, 1926)
- The Passionless Quest (1926)
- The Forbidden Door (Fantasy, 1927)
- Robin Hood and His Merry Men (1927)
- Shooting Stars (Film Adaptation, 1928)
- Man Alone (1928)
- Nine Days (1928)
- The Moon and Chelsea (1928)
- The Tale of Fleur (Fantasy, 1929)
- Woman Dominant (Fantasy, 1930)
- Guardian of the Cup (1930)
- One Tropic Night (1930)
- Double or Quit (1930)
- Delicate Fiend (1930)
- Unwashed Gods (1931)
- Innocent Guilt (1931)
- And the Devil (1931)
- Infamous Fame (1932)
- False Truth (1932)
- Girl in the Dark (1933)
- Coulson Goes South (Fantasy, 1933)
- Ladies in the Case (1933)
- The Keys of the Flat (1933)
- Shadow on the House (1934)
- Accessory After (1934)
- Dead Man’s Chest (1934)
- Jewels Go Back (1934)
- Cigar for Inspector Head (1935)
- Seventeen Cards (1935)
- The Capsule Mystery (1935)
- With Intent to Kill (1936)
- The Black Prince (Historical, 1936)
- Who Killed Gatton? (1936)
- Tramp’s Evidence (1937)
- 38 Automatic (1937)
- Evidence in Blue (1938)
- The Rainbow Puzzle (1938)
- Touch and Go (1939)
- Problem by Rail (1939)
- The Impossible Crime (1940)
- The Man With the Scar (1940)
- And Then There Was One (1941)
- Curses Come Home (1942)
- Dangerous Guide (1943)
- Samson (1944)
- She Who Will Not- (1945)
- Other Gods (1945)
- Arrested (1949)
- Vain Escape (1952)

### Вестерны
(под псевдонимом Бэрри Линд)
- Dude Ranch (1938)
- Trailed Down (1938)
- Riders to Bald Butte (1939)
- Ghost Canyon (1939)
- The Ten-Buck Trail (1941)
- George on the Trail (1942)

### Научные труды
- The British Army from Within (c1914)
- A History of Aeronautics (1921)